# 팀 GP
팀 GP(Team GP)는 대한민국의 스타크래프트 II, 리그 오브 레전드: 와일드 리프트, 레인보우 식스 시즈 프로게임단이다. 이전에는 피파 온라인 4, 발로란트, 크레이지레이싱 카트라이더, 카트라이더 러쉬플러스 프로게임단을 운영했다.

## 개요
2020년 3월 23일, 곤팩토리를 모기업으로 하여 스타크래프트 II 프로게임단 Team GP가 창단되었다.

## 스타크래프트 II

### 연혁
- 2020년 3월 23일 : Team GP 창단

### 소속 선수
- 감독 : (공석)

| 이름          | 아이디 | 종족     | 비고 |
| ------------- | ------ | -------- | ---- |
| 김동원        | Ryung  | 테란     | 주장 |
| 파블로 블랑코 | Cham   | 저그     |      |
| 최민우        | Prince | 프로토스 |      |

### 주요 성적

#### 팀
- 골드 시리즈 팀 챔피언십 2020 스프링 7위
- 골드 시리즈 팀 챔피언십 2020 어텀 7위
- 2021 월드 팀 리그 서머 10위
- 2021 월드 팀 리그 윈터 9위

#### 개인
- 최지성
  - 2020 LG 울트라기어 핫식스 GSL 시즌 1 24강 E조 4위
  - 2020 LG 울트라기어 핫식스 GSL 시즌 3 24강 D조 4위
- 서성민
  - 2020 LG 울트라기어 핫식스 GSL 시즌 2 24강 C조 3위
- 최민우
  - 2020 LG 울트라기어 핫식스 GSL 시즌 2 24강 E조 4위
  - 2021 GSL 시즌 1 코드 A 16강

## 와일드 리프트

### 연혁
- 2022년 2월 6일 : Team GP 창단

### 소속 선수
- 감독 : (공석)
- 코치 : (공석)

| 이름 | 소환사명 | 포지션 | 비고 |
| ---- | -------- | ------ | ---- |
|      |          | 탑     |      |
|      |          | 정글   |      |
|      |          | 미드   |      |
|      |          | 바텀   |      |
|      |          | 서포터 |      |

### 주요 성적
- 2022 와일드 리프트 챔피언스 코리아 스프링 4위

## 레인보우 식스 시즈

### 연혁
- 2022년 4월 19일 : StarRise 인수

### 소속 선수
- 감독 : 김민근
- 코치 : 하퍼 카이저
- 분석 : 서성민

| 이름   | 아이디       | 포지션 | 비고 |
| ------ | ------------ | ------ | ---- |
| 고재민 | HI_Im_JIN_00 | 플렉스 |      |
| 박도현 | Kira-Miki    | 엔트리 |      |
| 윤서준 | Gakki        | 서포터 |      |
| 이상민 | retaddress   | 엔트리 |      |
| 최은수 | Yeebbal      | 브리처 |      |

### 주요 성적
- R6 코리안 오픈 2022 스프링 공동 3위 (Team GP)

## 피파 온라인 4 (해체)
- 2021년 1월 26일 : Team GP 창단
- 2021년 5월 16일 : 해체

## 발로란트 (해체)
- 2022년 1월 25일 : Team GP 창단
- 2022년 2월 16일 : 해체

## 크레이지레이싱 카트라이더 (영구 제명)

### 연혁
- 2021년 10월 8일 : Team GP 창단
- 2021년 10월 29일 : TBP Gaming 인수 및 합병
- 2022년 1월 18일 : G-Dynamite와 분리
- 2022년 6월 21일 : G-Dynamite와 통합
- 2022년 6월 28일 : 프로게임단 자격 박탈 및 해체[1][2]

### 주요 성적

#### 팀전
- 2021 신한은행 헤이영 카트라이더 리그 시즌 2 8위 (TUBEPLE Gaming)
- 2021 신한은행 헤이영 카트라이더 리그 수퍼컵 4위 (Team GP)
- 2022 신한은행 헤이영 카트라이더 리그 시즌 1 5위

#### 개인전
- 2021 신한은행 헤이영 카트라이더 리그 시즌 2 21위 (정유민)
- 2021 신한은행 헤이영 카트라이더 리그 시즌 2 27위 (유민선)
- 2022 신한은행 헤이영 카트라이더 리그 시즌 1 11위 (전대웅)
- 2022 신한은행 헤이영 카트라이더 리그 시즌 1 18위 (임재원)

## 카트라이더 러쉬플러스 (해체)

### 연혁
- 2021년 10월 29일 : TUBEPLE Gaming 인수
- 2022년 7월 1일 : 해체

### 주요 성적

#### 팀전
- 2021 신한은행 헤이영 카트라이더 러쉬플러스 리그 시즌 1 4위 (BARREL)
- 2021 신한은행 헤이영 카트라이더 러쉬플러스 리그 시즌 2 4위 (Team GP)
- 2022 신한은행 헤이영 카트라이더 러쉬플러스 리그 시즌 1 우승

#### 개인전
- 2021 신한은행 헤이영 카트라이더 러쉬플러스 리그 시즌 2 7위 (GAORI 성시우)
- 2021 신한은행 헤이영 카트라이더 러쉬플러스 리그 시즌 2 7위 (SSEAL 권민준)
- 2021 신한은행 헤이영 카트라이더 러쉬플러스 리그 시즌 2 8위 (GAORI 성시우)
- 2021 신한은행 헤이영 카트라이더 러쉬플러스 리그 시즌 2 13위 (RUNPILMO 정필모)
- 2022 신한은행 헤이영 카트라이더 러쉬플러스 리그 시즌 1 우승 (SSEAL 권민준)
- 2022 신한은행 헤이영 카트라이더 러쉬플러스 리그 시즌 1 4위 (JJONG 한종문)
- 2022 신한은행 헤이영 카트라이더 러쉬플러스 리그 시즌 1 14위 (RUNPILMO 정필모)
- 2022 신한은행 헤이영 카트라이더 러쉬플러스 리그 시즌 1 15위 (DAIN 정다인)

## 같이 보기
- 글로벌 스타크래프트 II 리그
- 카트라이더 리그
- 카트라이더 러쉬플러스 리그